# جيروم بلانشارد
جيروم بلانشارد (بالفرنسية: Jérôme Blanchard)‏ هو متزلج فني فرنسي، ولد في 20 يوليو 1981 في ليون في فرنسا.

## وصلات خارجية
- جيروم بلانشارد على موقع الاتحاد الدولي للتزلج (الإنجليزية)
- جيروم بلانشارد على موقع الاتحاد الدولي للتزلج (الإنجليزية)
- جيروم بلانشارد على موقع الاتحاد الدولي للتزلج (الإنجليزية)
- جيروم بلانشارد على موقع الاتحاد الدولي للتزلج (الإنجليزية)